# Cianat
El cianat és un anió derivat de l'àcid ciànic de fórmula {\displaystyle {\ce {NCO-}}}. Les sals que forma s'anomenen cianats.
Aquest anió té una estructura lineal amb l'àtom de carboni situat al mig i que es pot representar mitjançant les dues estructures ressonants següents: